# Geoff Bell
Pour les articles homonymes, voir Bell.
Geoff Bell, né le 24 février 1963 à Londres, est un acteur britannique.

## Biographie
Geoff Bell a commencé par travailler pour Ford avant de changer d'orientation de carrière vers 30 ans et de décider de devenir acteur. À partir du début des années 2000, il est apparu régulièrement dans des seconds rôles dans des films britanniques, souvent dans des rôles de gangsters.

## Filmographie

### Cinéma
- 2001 : Mike Bassett: England Manager : Gary Wackett
- 2001 : Carton rouge : Ratchett
- 2002 : AKA : Brian Page
- 2003 : Seule la mort peut m'arrêter : Arnie Ryan
- 2003 : La Jeune Fille à la perle : Paul le boucher
- 2005 : Hooligans : Tommy Hatcher
- 2005 : The Business : Sammy
- 2007 : Terreur au 13e étage : Boris
- 2008 : RocknRolla : Fred
- 2009 : Solomon Kane : Beard
- 2010 : Petits meurtres à l'anglaise : Fabian
- 2010 : Route Irish : Walker
- 2010 : Brighton Rock : Kite
- 2011 : Cheval de guerre : le sergent Sam Perkins
- 2014 : Kingsman : Services secrets : Dean
- 2015 : Les Suffragettes : Norman Taylor
- 2016 : Mine de Fabio Guaglione et Fabio Resinaro : Le père de Mike
- 2016 : Rogue One: A Star Wars Story : Second lieutenant Frobb
- 2017 : Le Roi Arthur : La Légende d'Excalibur : John
- 2017 : HHhH : Muller
- 2020 : Le Rythme de la vengeance (The Rhythm Section) de Reed Morano : Green
- 2025 : The Thursday Murder Club de Chris Columbus

### Télévision
- 2011 : Top Boy (série télévisée, 4 épisodes) : Bobby Raikes
- 2012 : Insoupçonnable (série télévisée, saison 4) : Harry James
- 2012 : L'Île au trésor (téléfilm) : Israel Hands
- 2012 : Ripper Street (série télévisée, saison 1 épisode 1) : Joseph Smeaton
- 2013 : Southcliffe (mini-série) : Alan
- 2014 : DCI Banks (série télévisée, saison 4 épisodes 1 et 2) : Jimmy Chivers
- 2018 : The End of the F***ing World (série Netflix, saison 1 épisode 2) : Conducteur
- 2019 : His Dark Materials : À la croisée des mondes (série télévisée, saison 1) : Jack Verhoeven
- 2025 : MobLand : Richie